# حافلة شمسية

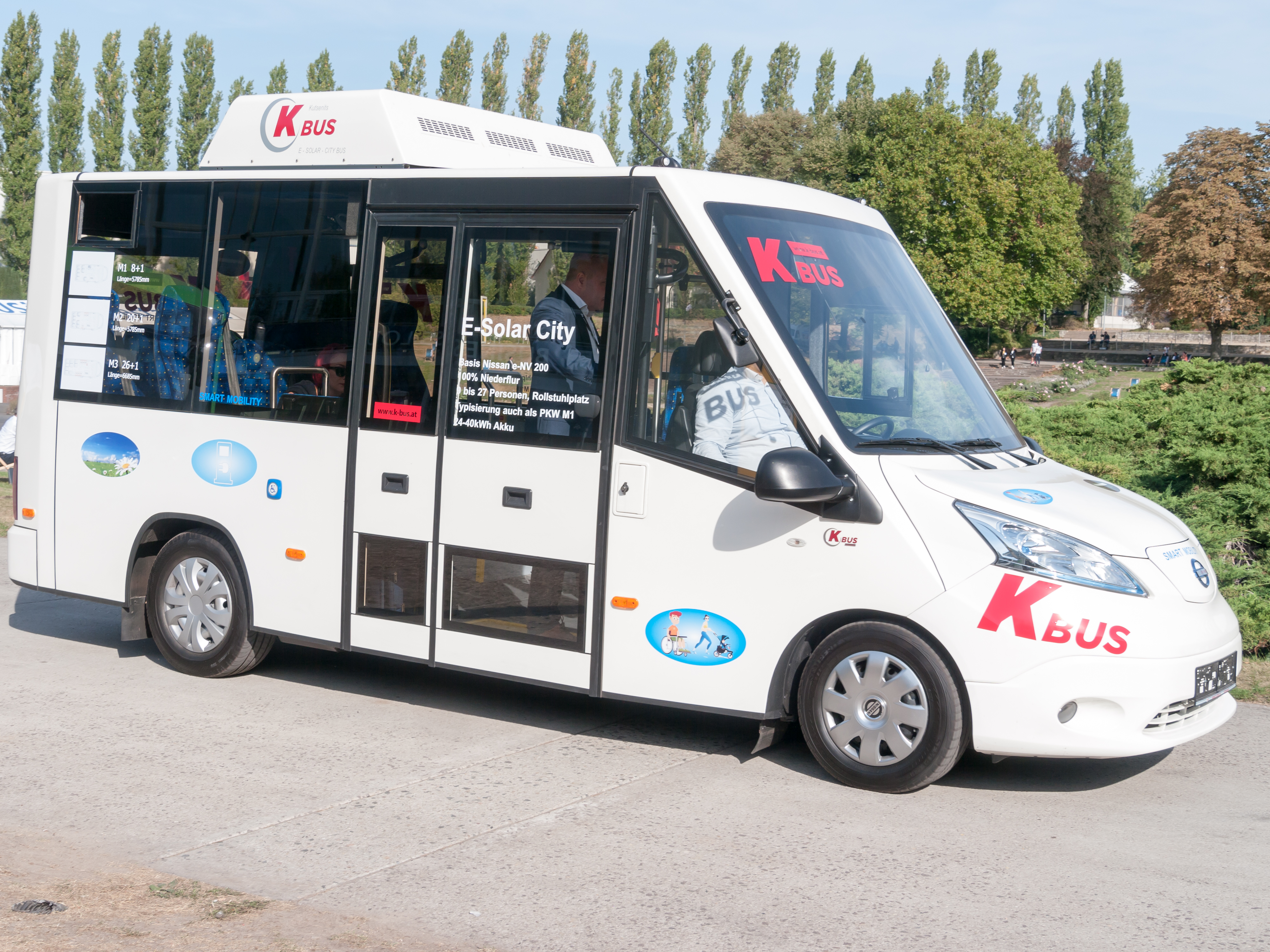
حافلة صغيرة تعمل بالطاقة الشمسية في برلين، ألمانيا

الحافلة الشمسية أو الحافلة المشحونة بالطاقة الشمسية هي الحافلة التي تعمل بالطاقة الشمسية بشكل أساسي أو رئيسي. يشار إلى خدمة الحافلات التي تعمل بالطاقة الشمسية باسم خدمة الحافلات الشمسية. يشير استخدام مصطلح «الحافلة الشمسية» عادةً إلى أن الطاقة الشمسية لا تُستخدم فقط لتزويد الأجهزة الكهربائية في الحافلة بالطاقة، ولكن أيضًا لدفع السيارة.
الحافلات الشمسية الحالية هي حافلات كهربائية تعمل بالبطاريات أو (في حالة الحافلات الشمسية الهجينة) حافلات هجينة مجهزة بالبطاريات التي يتم إعادة شحنها من مصادر الطاقة الشمسية (أو غيرها). على غرار المركبات الشمسية الأخرى، يوجد لدى العديد من الحافلات الشمسية خلايا فولطية ضوئية موجودة في الألواح الشمسية على سطح السيارة والتي تحول طاقة الشمس مباشرة إلى طاقة كهربائية ليستخدمها المحرك.
يعد إدخال الحافلات الشمسية والمركبات الخضراء الأخرى حيظ الخدمة في مجال النقل العام جزءا من مخططات النقل المستدامة.

## حول

### خدمات الحافلات الشمسية فقط والحافلات الشمسية الكهربائية
إن التمييز بين الحافلة الكهربائية التي تعمل بالطاقة الشمسية فقط والحافلة الكهربائية الشمسية أمر سهل، لأن التمييز يعتمد على الاستخدام الفعلي : ما إذا كان يتم إعادة شحن الحافلة من الطاقة الشمسية أو من مصادر الطاقة الأخرى.
يتم تشغيل الحافلات الكهربائية بالطاقة الشمسية بالإضافة إلى ذلك من الطاقة الكهربائية المنقولة من محطات توليد الطاقة ؛ قد تكون الحافلات الشمسية الهجينة مزودة بمحركات هجينة .

### الحافلات المكوكية المتاحة تجاريا
يتم إنتاج حافلات مخصصة لمشاهدة معالم المدينة بالحافلة منخفضة السرعة في الهواء الطلق ومجهزة بسقف مغطى بالألواح الشمسية بشكل متسلسل ومتوفر تجاريا. وفقًا للمنتجين، توفر الألواح الشمسية الطاقة وتُطيل دورة حياة البطارية.